# 圣格里安圣殿

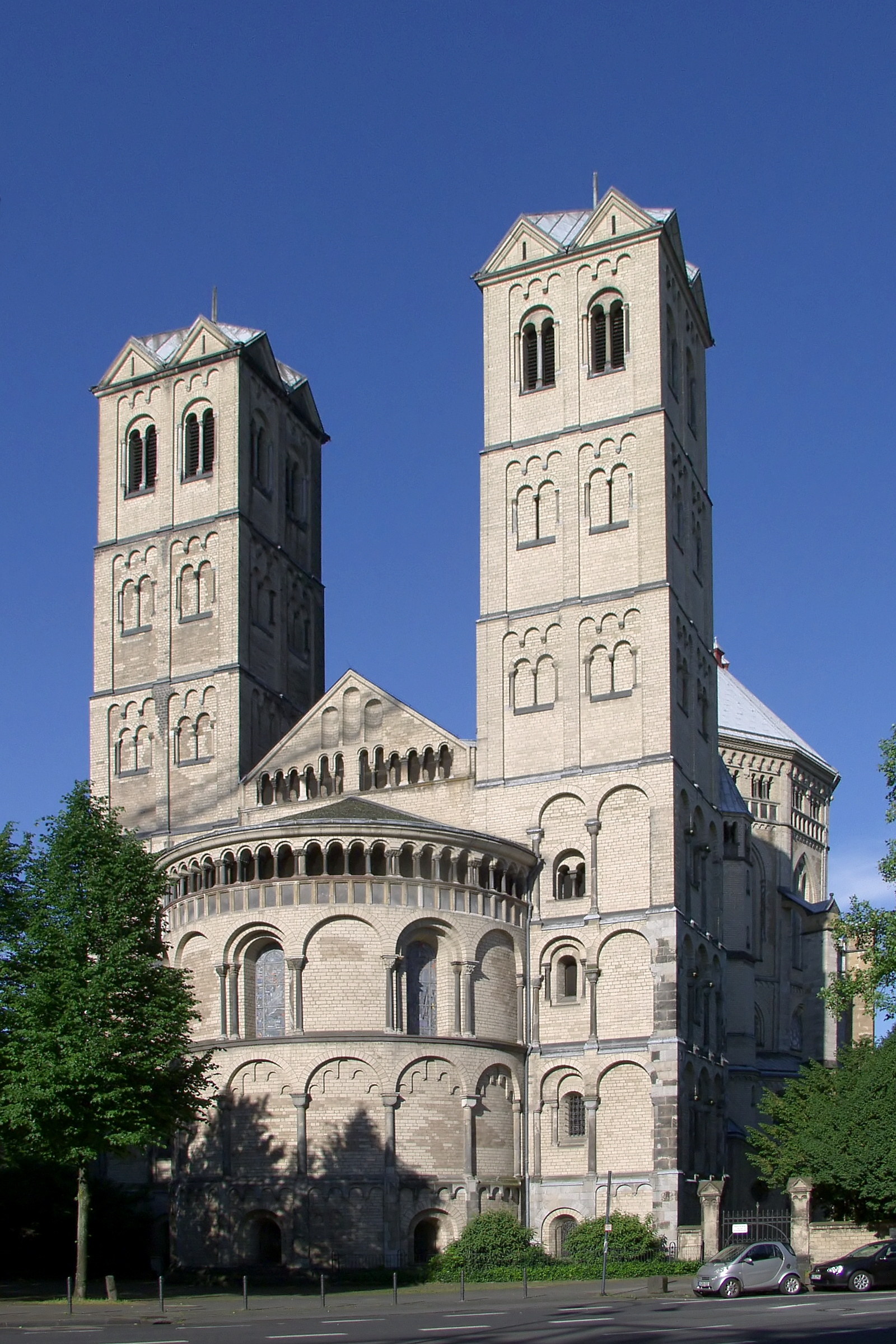
圣格里安圣殿

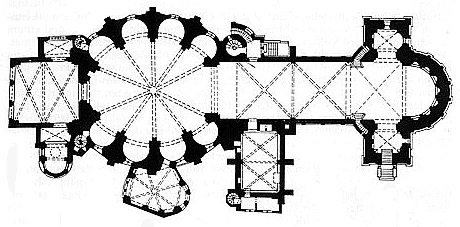
平面

圣格里安圣殿（Basilika Sankt Gereon）是德国科隆的一座罗马天主教教堂，供奉圣格里安，1920年6月25日升为宗座圣殿。其历史可追溯到612年，不过，建筑的许多部分兴建于1151年到1227年。它是科隆的12座罗曼式风格的教堂之一。
圣格里安圣殿拥有极不规则的平面，和椭圆形穹顶，1227年使用古罗马城墙材料建造，这是从6世纪的圣索菲亚大教堂与15世纪的佛罗伦萨主教座堂之间西方兴建的最大穹顶。